# Du rififi chez les femmes
Pour les articles homonymes, voir Rififi.
Pour plus de détails, voir Fiche technique et Distribution.
Du rififi chez les femmes est un film franco-italien réalisé par Alex Joffé et sorti en 1959.

## Synopsis
À Bruxelles, deux bandes rivales de truands s’affrontent. L’une est conduite par Vicky, propriétaire d'une boîte de nuit sur une péniche et l’autre est dirigée par Bug et sa maîtresse Yoko qui voudraient régner en maîtres sur les affaires lucratives du monde de la nuit. Vicky et sa bande, qui préparent le cambriolage d’une banque, vont voir leurs projets contrariés par Bug. En effet, celui-ci est manipulé par un policier qui le contraint à l’aider à démanteler un trafic de drogue en échange du maintien de sa résidence en Belgique. Bug et Yoko vont fortement compromettre le cambriolage, croyant que celui-ci est lié à la drogue. Tout cela va mal finir pour tout le monde.

## Fiche technique
- Titre original : Du rififi chez les femmes
- Réalisation : Alex Joffé
- Scénario : Alex Joffé, José Giovanni, Gabriel Arout, James-Jacques Mage et Auguste Le Breton d’après son roman Du rififi chez les femmes (1957, Presses de la Cité)
- Dialogues : Auguste Le Breton
- Décors : Rino Mondellini
- Costumes : Pierre Balmain pour Nadja Tiller
- Photographie : Pierre Montazel
- Cadrage : Alain Douarinou
- Son : Joseph de Bretagne
- Montage : Leonide Azar
- Musique : Louiguy
- Chanson : Rififi (L'Argent), paroles de Charles Aznavour et musique de Louiguy, interprétée par Nadja Tiller
- Photographe de plateau : Walter Limot
- Producteur : Jacques Plante
- Directeur de production : Jacques Plante
- Sociétés de production : Les Productions de l'Étoile (France), Dismage (France), Transalpina (Italie), Technostampa (Italie)
- Société de distribution : Cinedis (France)
- Pays de production :  France,  Italie
- Tournage :
  - Langue : français
  - Intérieurs : Studios de Boulogne-Billancourt (Hauts-de-Seine)
  - Extérieurs : Bruxelles (Belgique)
- Format : 35 mm — noir et blanc — 1:37.1 — monophonique
- Genre : film policier
- Durée : 115 minutes
- Date de sortie : France 20 mai 1959
- (fr) Classification CNC : tous publics (visa d'exploitation no 20849 délivré le 14 mai 1959)

## Distribution
- Nadja Tiller : Vicky
- Robert Hossein : Marcel Point-Bleu
- Silvia Monfort : Yoko
- Roger Hanin : Bug
- Pierre Blanchar : « Le Pirate »
- Françoise Rosay : Berthe
- Jean Gaven : James
- Eddie Constantine : Williams
- Georges Rigaud : « Le Marquis »
- Daniel Emilfork : Luigi
- Wayne Van Voorhes : Chicago, le sicilien
- André Cellier : le transporteur
- Denise Clair : Prune
- Michel Galabru : un gardien de la banque
- Lucien Raimbourg : un gardien de la banque
- Maurice Garrel
- Carlo Campanini
- Tiberio Murgia
- René Alone
- Isaac Alvarez
- Léopoldo Francès
- Liliane de Kermadec
- Claude Piéplu : un client au restaurant
- Anne-Marie Coffinet
- André Berthomieu
- Yves Barsacq

### Vidéographie
Du rififi chez les femmes de Alex  Joffé, LCJ Éditions, coll. « Grands classiques » (no 1004194), 2013, 1 DVD Zone 2, noir et blanc, image 4/3 [présentation en ligne]